# Abborrtjärnen (Hällesjö socken, Jämtland, 696922-151977)
Abborrtjärnen är en sjö i Bräcke kommun i Jämtland och ingår i Ljungans huvudavrinningsområde. Sjön är 10,4 meter djup, har en yta på 0,0944 kvadratkilometer och är belägen 278 meter över havet. Sjön avvattnas av vattendraget Blixtbäcken.

## Delavrinningsområde
Abborrtjärnen ingår i det delavrinningsområde (696760-152088) som SMHI kallar för Mynnar i Ljungån. Medelhöjden är 297 meter över havet och ytan är 11,43 kvadratkilometer. Det finns inga avrinningsområden uppströms utan avrinningsområdet är högsta punkten. Blixtbäcken som avvattnar avrinningsområdet har biflödesordning 4, vilket innebär att vattnet flödar genom totalt 4 vattendrag innan det når havet efter 121 kilometer. Avrinningsområdet består mestadels av skog (92 procent). Avrinningsområdet har 0,09 kvadratkilometer vattenytor vilket ger det en sjöprocent på 0,8 procent.